# Schloss Lieser

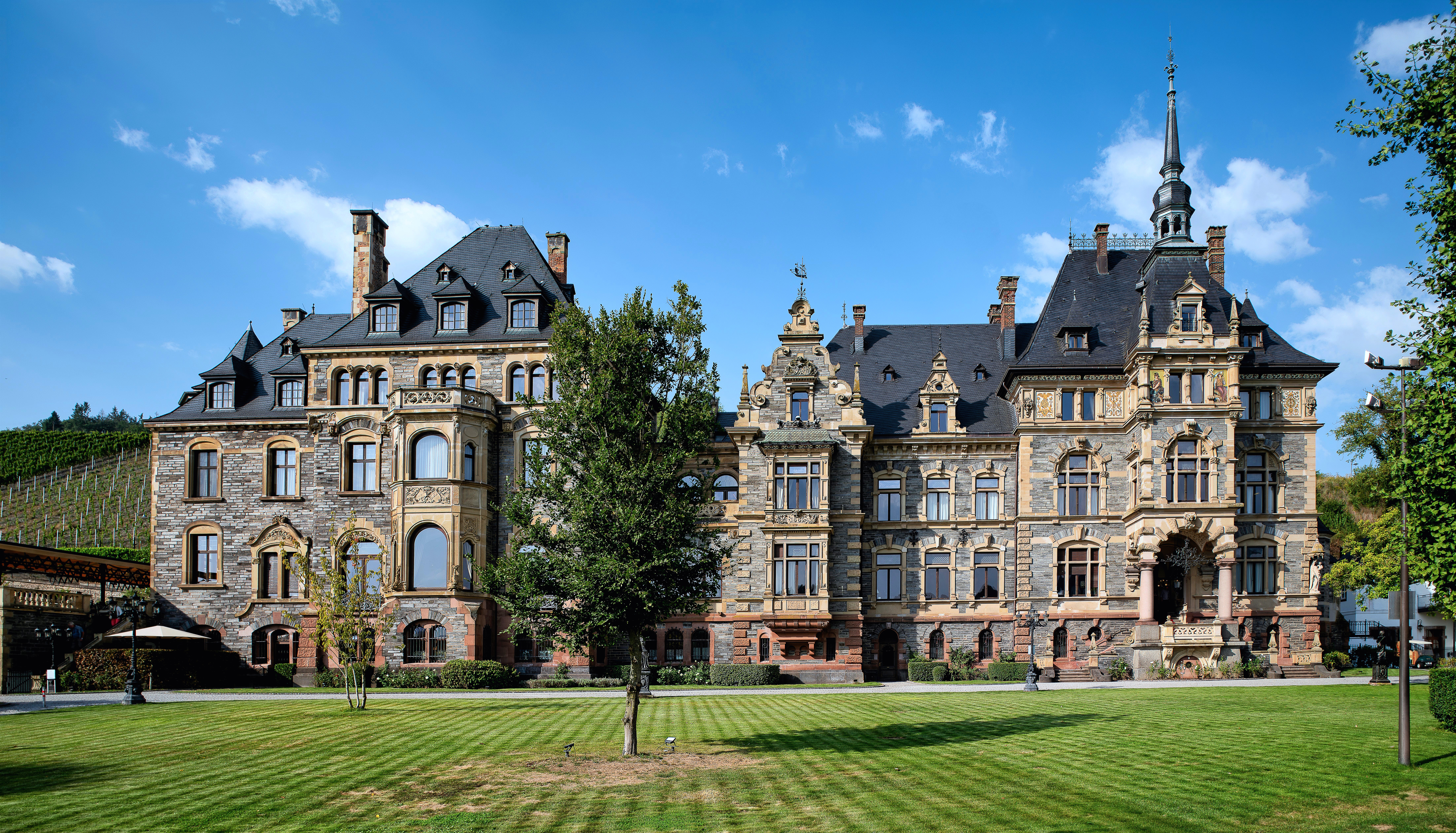
Gesamtansicht der Hauptfassade

Schloss Lieser ist ein im Stil des Historismus erbautes Schloss im gleichnamigen Weindorf Lieser an der Mosel nahe Bernkastel-Kues, auf der gegenüberliegenden Uferseite von Mülheim. Es ist neben der Pfarrkirche St. Peter das markanteste Gebäude im Ort und steht seit 1981 unter Denkmalschutz. Seit Sommer 2019 wird es wieder als Hotel betrieben; es gehört zur Marriott International Gruppe.

## Geschichte

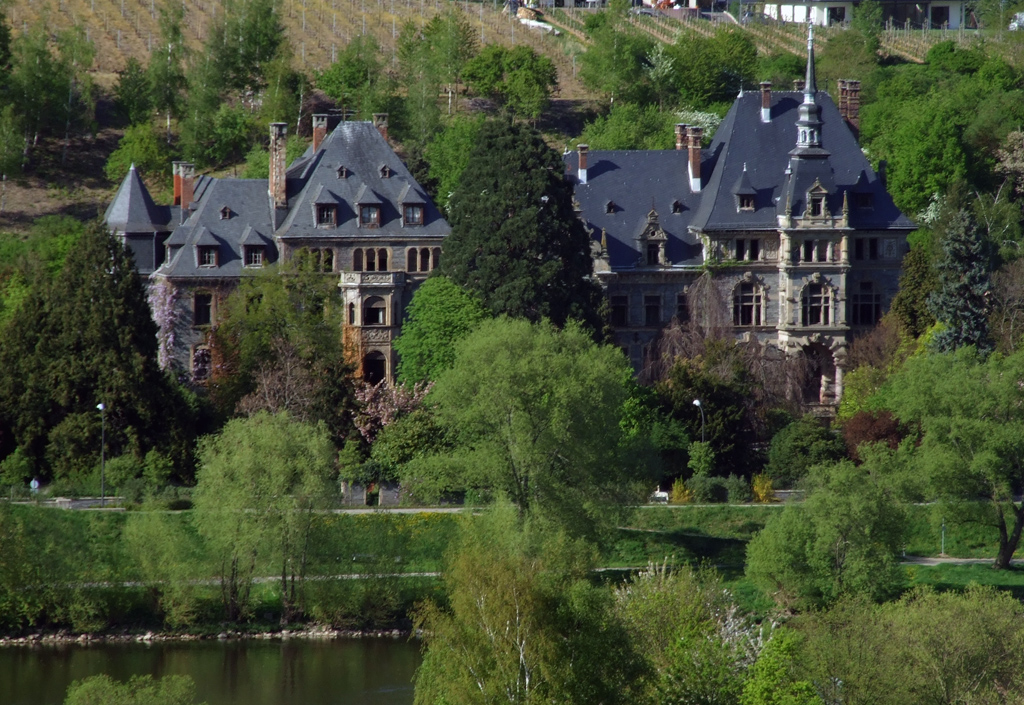
Schloss Lieser, Frontansicht

Der Baukörper entstand von 1884 bis 1887 an der Stelle des 1710 gebauten Hofhauses eines Kirchenguts oder eines ehemaligen kurtrierischen Hofes. Entwurf und Planung stammten von dem Frankfurter Architekten Heinrich Theodor Schmidt, der auch die Bauaufsicht hatte.
Schloss Lieser war der Familiensitz des Industriellen Eduard Puricelli (1826–1893), der im Gasgeschäft tätig, Miteigentümer einer Hüttengesellschaft war und Niederlassungen in Trier und in Rheinböllen hatte. Eduard Puricelli war für die Konservative Partei politisch aktiv und wurde 1867 für die Rheinprovinz in den Deutschen Reichstag gewählt. Nach dem gewonnenen Deutsch-Französischen Krieg stimmte er, wohl vor allem aus wirtschaftlichen Gründen, für den Anschluss von Elsass-Lothringen an das Deutsche Reich.
Puricellis beide Söhne starben früh, seine Tochter Maria heiratete 1880 den hohen preußischen Beamten Clemens Freiherr von Schorlemer-Lieser. Von ihm stammt auch der Name des Schlosses, das Maria 1895 erbte. Nach Schorlemers Wechsel nach Koblenz 1905 ließen sie es umfangreich umbauen und erweitern. So gliedert sich das Gebäude heute in zwei Teile: Der ältere, von der Mosel aus gesehen rechte Teil im Neorenaissancestil und der jüngere, etwas kleinere im Jugendstil. Der für den Um- und Erweiterungsbau verantwortliche, heute nicht mehr zu bestimmende Architekt achtete durch die Wahl des Baumaterials sehr auf ein einheitliches Erscheinungsbild. Nur an stilistischen Details können die unterschiedlichen Bauepochen ausgemacht werden.
Kaiser Wilhelm II. schätzte Clemens Freiherr von Schorlemer-Lieser sehr und war 1906, 1911 und 1913 zu Besuch auf Schloss Lieser. Auch Kronprinz Wilhelm und Prinz Oskar waren dort mehrmals Gäste.
1981 kaufte die Gemeinde Lieser das Anwesen für 600.000 Deutsche Mark von der Familie Schorlemer-Lieser. Letzte Bewohnerin war die Witwe Freifrau von Schorlemer-Lieser, Marliese Rheinen. Anschließend stand das Gebäude über zehn Jahre leer, wurde aber einmal jährlich für das zu Pfingsten stattfindende Schlossfest genutzt. Im Februar 2001 kaufte ein aus Bad Salzuflen stammender Investor für zwei Millionen Euro das Haus. Seit 2007 gehört es der Familie Killaars, die außer dem Kaufpreis von 1,2 Millionen Euro weitere 12 Millionen Euro zur Bestandssicherung und für den Umbau in ein Schlosshotel investierte. Für die dazugehörige Tiefgarage musste einer der wohl größten Mammutbäume der Umgebung fallen. Die Hoteleröffnung war für Dezember 2016 geplant.
Nachdem sich kein Betreiber für das geplante Luxushotel gefunden hatte, stand das Schloss erneut zum Verkauf.
Am 25. April 2018 berichtete die Tageszeitung „Trierischer Volksfreund“, dass Schloss Lieser im Oktober 2018 als Luxushotel eröffnen solle. Der Betreiber, die niederländische Odyssey Hotel Group, firmiert unter der Marke Autograph Collection. Küchenchef wurde der ehemalige Sous-Chef des Dreisternerestaurants Aqua im Ritz Carlton-Hotel in Wolfsburg, Wolfgang Preßler. Die Eröffnung fand aber nach über zehn Jahren Umbau- und Sanierungsarbeiten erst im Sommer 2019 statt.

## Aufbau

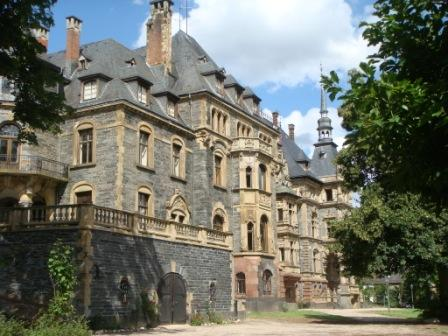
Südfassade des Schlosses

Das Gebäude steht zwischen der Uferstraße und dem im Rücken liegenden Lieserer Schlossberg und erstreckt sich nahezu in Ost-West-Richtung. Alle Räume in den verschiedenen Stockwerken haben Zugang über den zentralen Flur, ein typisches Merkmal englischer Landhäuser. Das Erdgeschoss wurde in rötlichem Sandstein erbaut, die darüber liegenden Stockwerke mit regionaltypischem Schieferstein gemauert. Die Fenstereinfassungen der oberen Stockwerke sind aus Udelfanger Sandstein, sämtliche Säulen des Schlosses aus Burgpreppacher Sandstein. Das Dach hat eine Schiefereindeckung, dessen Material aus dem Cauber Erbstollen stammt.

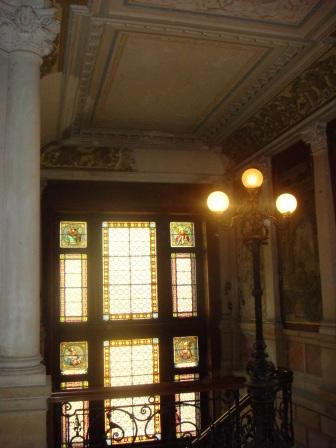
Zentrales Treppenhaus

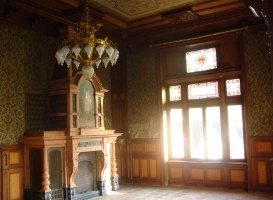
Esszimmer

Um mögliche Hochwasserschäden der damals noch nicht kanalisierten Mosel zu verringern, befanden sich zur Erbauungszeit im Erdgeschoss nur Wirtschafts- und Lagerräume, wo beispielsweise der Wein in Flaschen abgefüllt wurde. Diese Räume waren architektonisch zurückhaltend gestaltet, im Gegensatz zu den überaus reichhaltig gestalteten oberen Stockwerken. Verschiedene Stilmittel wie beispielsweise Kachelöfen, Bleiverglasungen und Türbeschläge sind erhalten und sollen auch nach dem geplanten Umbau ihre Funktion behalten. Das Schloss verfügte seit 1901 über ein eigenes Elektrizitätswerk.

### Erster Stock
Das erste Stockwerk ist die Beletage des Hauses mit vielen unterschiedlich großen Sälen und war für repräsentative Zwecke vorgesehen. Entsprechend aufwendig sind die Gestaltungselemente. Zentraler Raum ist der achteckige Festsaal, der einen unmittelbaren Zugang vom mittleren Treppenhaus hat. Er besitzt eine Holzvertäfelung, Bildhauerarbeiten sowie ein Deckengemälde; auch die anderen Räume sind mit Holz vertäfelt. Im zentralen Treppenhaus befinden sich großflächige Wandmalereien des Frankfurter Malers C. Grätz, auf denen viele bekannte Baudenkmäler an der Mosel dargestellt sind. Außerdem wurde im Osten eine 19 m² große Kapelle eingerichtet, deren Fußbodenfliesen nach Plänen des Architekten von Villeroy & Boch in Mettlach angefertigt wurden. Auch befanden sich hier zahlreiche Gästezimmer, ein Billardraum sowie eine Küche.
Zur Ausstattung gehört unter anderem eine überlebensgroße Marienstatue an einer Ecke nahe der Schlosskapelle im Osten des Gebäudekomplexes, ein Werk des Bildhauers Peter Fuchs (1829–1898), der lange Zeit an der Dombauhütte des Kölner Doms arbeitete. Ähnlich bedeutend sind die Bilder an der Hauptfassade, die das Leben von Industrie und Landwirtschaft idealisieren.

### Zweiter Stock
Der zweite Stock war der Familie des Schlossbesitzers vorbehalten. Hier war das Wohnzimmer mit einem großen Marmortisch und Marmorkamin, die Schlafzimmer, weitere private Gästezimmer sowie die Zimmer für die Hausangestellten. Die Kupferplatte des Kamins ist ein Kunstwerk von Hubert Salentin aus Düsseldorf.

## Weingut Schloss Lieser
Während der Zeit Schorlemers war dem Schloss eine Kelteranlage für die hauseigenen Weine angegliedert. In den 1970er Jahren wurden die 8,5 Hektar großen Weinberge mehrfach verkauft. Die Betriebsleitung wurde 1992 von Thomas Haag übernommen. Er reorganisierte den Betrieb und kaufte ihn im Jahre 1997. Zu dem Weingut gehören die zum Teil bekannten Einzellagen Juffer und Juffer Sonnenuhr (Brauneberg), Himmelreich (Graach), sowie Niederberg-Helden und Schlossberg (Lieser), die ausschließlich mit Riesling bestockt sind. Eine Spezialität des Hauses sind süße Prädikatsweine. Das Weingut ist Mitglied im Verband Deutscher Prädikatsweingüter.

## Trivia
Das Schloss mit dem Schlossgarten war eine der Kulissen des Films Moselfahrt aus Liebeskummer aus dem Jahr 1953.